# Alan Wilder
Alan Charles Wilder (ur. 1 czerwca 1959 w Londynie) – angielski muzyk, w latach 1982–1995 członek zespołu Depeche Mode, od 1986 realizuje własny projekt muzyczny Recoil.

## Życiorys
Przez 13 lat współpracował i był członkiem Depeche Mode. Stworzył z nią 6 albumów, a niektóre piosenki, które wydane zostały w postaci singli, pojawiły się na albumach kompilacyjnych (składankach): The Singles 81→85 oraz na The Singles 86–98. Na albumie The Singles 81→85 są wszystkie single, które nagrał z zespołem (poza singlami z albumu Speak & Spell, które nagrał z zespołem Vince Clarke oraz singlami z albumu A Broken Frame), a na The Singles 86–98 – tylko większość („Stripped”, „A Question of Lust”, „A Question of Time”, „But Not Tonight”, „Strangelove”, „Never Let Me Down Again”, „Behind the Wheel”, „Little 15”, „Everything Counts (Live)”, „Personal Jesus”, „Enjoy the Silence”, „Policy of Truth”, „World in My Eyes”, „I Feel You”, „Walking in My Shoes”, „Condemnation” i „In Your Room”).
Jest autorem remiksu piosenki „In Chains”, który znalazł się na albumie Remixes 2: 81–11.
W Depeche Mode zastąpił Vince’a Clarke’a, z zespołu odszedł na skutek wewnętrznych nieporozumień. Był jednym z autorów tekstów i muzyki, multiinstrumentalistą (instrumenty klawiszowe, perkusja). 17 lutego 2010 zagrał na pianinie do piosenki „Somebody” podczas charytatywnego koncertu Depeche Mode w Royal Albert Hall w Londynie. Był to pierwszy jego występ na scenie razem z Depeche Mode po 15 latach od odejścia z zespołu.
Dwukrotnie żonaty, z Jeri Young (sierpień 1991–1994) i Hepzibah Sessa (1995–2010), ma troje dzieci – dwie córki: Paris (ur. 1996) i Clarę Lake (ur. 2011) oraz syna Stanleya Duke’a (ur. 2001).

## Zespoły muzyczne
- The Dragons
- Dafne And The Tenderspots (jako: Alan Normal)
- Real To Real
- The Hitmen
- Depeche Mode
- Recoil

## Współpraca
- Moby
- Douglas McCarthy – Nitzer Ebb
- Diamanda Galás
- Toni Halliday – The Curve
- Maggie Estep
- Siobhan Lynch
- Nicole Blackman
- Hepzibah Sessa
- Thomas A. Dorsey

## Albumy z Depeche Mode
- Construction Time Again (1983)
- Some Great Reward (1984)
- Black Celebration (1986)
- Music for the Masses (1987)
- Violator (1990)
- Songs of Faith and Devotion (1993)

## Albumy zRecoil
- 1 + 2 EP (1986)
- Hydrology (1988)
- Hydrology plus 1 + 2 (1988).

- Bloodline (1992)
- Faith healer EP (1992)
- Unsound Methods (1997)
- Liquid (2000)
- subHuman (2007)
- Selected (2010)